# Hermann Lang
Hermann Lang (n. 6 aprilie 1909 – n. 19 octombrie 1987) a fost un pilot german cunoscut mai ales datorită victoriilor sale din competițiile de Grand Prix de dinaintea celui de al doilea război mondial. La sfârșitul războiului a reînceput să concureze și a evoluat în Campionatul Mondial de Formula 1 între anii 1953 și 1954.
1. 1 2  Hermann Lang, Filmportal.de, accesat în 9 octombrie 2017
2. 1 2  Hermann Lang, Munzinger Personen, accesat în 9 octombrie 2017
3. 1 2  „Hermann Lang”, Gemeinsame Normdatei, accesat în 15 octombrie 2015
4. 1 2  Hermann Lang, Discogs, accesat în 9 octombrie 2017
5. ↑  „Hermann Lang”, Gemeinsame Normdatei, accesat în 10 decembrie 2014
6. ↑  Hermann Lang, Find a Grave, accesat în 9 octombrie 2017
7. ↑  „Hermann Lang”, Gemeinsame Normdatei, accesat în 30 decembrie 2014